# Rap É Compromisso!
Rap é Compromisso é o primeiro álbum de estúdio do artista musical brasileiro Sabotage e único lançado em vida, lançado em 2000 inicialmente pela gravadora Cosa Nostra, pertecente ao grupo Racionais MCs.

## Repercussão
O álbum vendeu 1.734.461 cópias, sendo certificado como Diamante triplo pela Associação Brasileira dos Produtores de Discos (hoje Pró-Música). É considerado um dos álbuns mais importantes da história do rap no Brasil.
Contou com as participações de Negra Li, Black Alien, Sombra e Bastardo, Cascão, Rappin' Hood, Potencial 3, RZO e Chorão, do Charlie Brown Jr. O disco foi produzido por Tejo Damasceno, Daniel Ganjaman, Zegon e DJ Cia na gravadora Cosa Nostra Fonográfica e levou 8 meses para ser finalizado.

## Alinhamento de faixas
| Rap É Compromisso! — Edição comemorativa |                                                          |                                               |                                           |         |  |
| N.º                                      | Título                                                   | Compositor(es)                                | Produtor(es)                              | Duração |  |
| 1.                                       | "Introdução"                                             | Negro Vando · Helião · Lakers e Pá · Sabotage | Helião                                    | 2:28    |  |
| 2.                                       | "Rap é Compromisso (Part. Negra Li)"                     | Helião · Sabotage                             | Daniel Ganjaman · Zegon · Helião · DJ Cia | 4:23    |  |
| 3.                                       | "Um Bom Lugar (Part. Black Alien)"                       | Black Alien · Helião · Sabotage               | Zegon · Daniel Ganjaman                   | 5:05    |  |
| 4.                                       | "No Brooklin (Part. Negra Li)"                           | Meire · RZO · Helião · Sabotage               | Daniel Ganjaman · Zegon                   | 5:47    |  |
| 5.                                       | "Cocaína (Part. Sombra e Bastardo)"                      | Sombra e Bastardo · Sabotage                  | Zegon                                     | 4:58    |  |
| 6.                                       | "Na Zona Sul (Part. Cascão e DJ Cia)"                    | Kaskão · Mr. Bomba · RZO · Helião · Sabotage  | Helião · DJ Cia                           | 5:15    |  |
| 7.                                       | "A Cultura (Part. Rappin' Hood e Helião)"                | Rappin' Hood · Sabotage                       | Helião · Zegon                            | 4:42    |  |
| 8.                                       | "Incentivando o Som"                                     | RZO · Helião · Sabotage                       | Daniel Ganjaman · Zegon                   | 3:56    |  |
| 9.                                       | "Respeito é Pra Quem Tem (Part. DSB Gordão Chefe e RZO)" | Negro Útil · Sabotage · RZO · Helião          | Daniel Ganjaman · Zegon · DJ Cia · RZO    | 5:29    |  |
| 10.                                      | "País da Fome (Part. Negro Util, Helião e DJ Cia)"       | RZO · Helião · Negro Útil · Sabotage          | Daniel Ganjaman · Zegon                   | 3:43    |  |
| 11.                                      | "Cantando pro Santo (Part. Chorão)"                      | Sabotage · Chorão                             | Zegon                                     | 6:06    |  |
| 12.                                      | "Rap É Compromisso - Instrumental"                       | Helião · Sabotage                             | Daniel Ganjaman · Zegon · Helião · DJ Cia | 4:17    |  |
| 13.                                      | "Um Bom Lugar - Instrumental"                            | Black Alien · Helião · Sabotage               | Zegon · Daniel Ganjaman                   | 5:14    |  |

## Equipe e colaboradores
Adaptados dos sites Genius e WhoSampled.
Produção
- Tejo Damasceno: Gravação, coprodução e Mixagem.
- Quincas Moreira: Gravação e Coprodução.
- Zanone Fraissat: Fotografia.
- Coker Comunicação e Design: Realização.
- Bigu Responsa: Arte Final.
- Leprechaun: Ilustração.
- Estúdio Y-B: Masterização e Mixagem.
- Benoni Hubmaier: Masterização.
- Cosa Nostra Fonográfica: Produção Executiva.
- Mariana Ximenes: Vocal Adicional.
- Paulo Miklos: Vocal Adicional.

Samples
- "Rap É Compromisso" contém amostras de Diamonds Are Forever de Shirley Bassey.[8]
- "Um Bom Lugar" contém amostras de Apocalipse de Baseado Nas Ruas.[9]
- "No Brooklin" contém amostras de Backing Track No. 30 de Paradox e Jamboree de Naughty By Nature.[10]
- "Cocaína" contém amostras de Capítulo 4, Versículo 3 de Racionais MCs.[11]
- "Na Zona Sul" contém amostras de It's Too Late de The Stylistics.[12]
- "Respeito É Para Quem Tem" contém amostras de Desculpa Mãe de Facção Central e Diamonds Are Forever de John Barry.[13]
- "País da Fome" contém amostras de Ebony Tower de Michel Coliccio.[14]
- "Cantando Pro Santo" contém amostras de Oboe de Jackie Mittoo.[15]

## Certificações
| País          | Certificação | Vendas     |
| ------------- | ------------ | ---------- |
| Brasil - ABPD | 3× Diamante  | 1.734.461+ |